# Ebersberg (thüringisches Adelsgeschlecht)

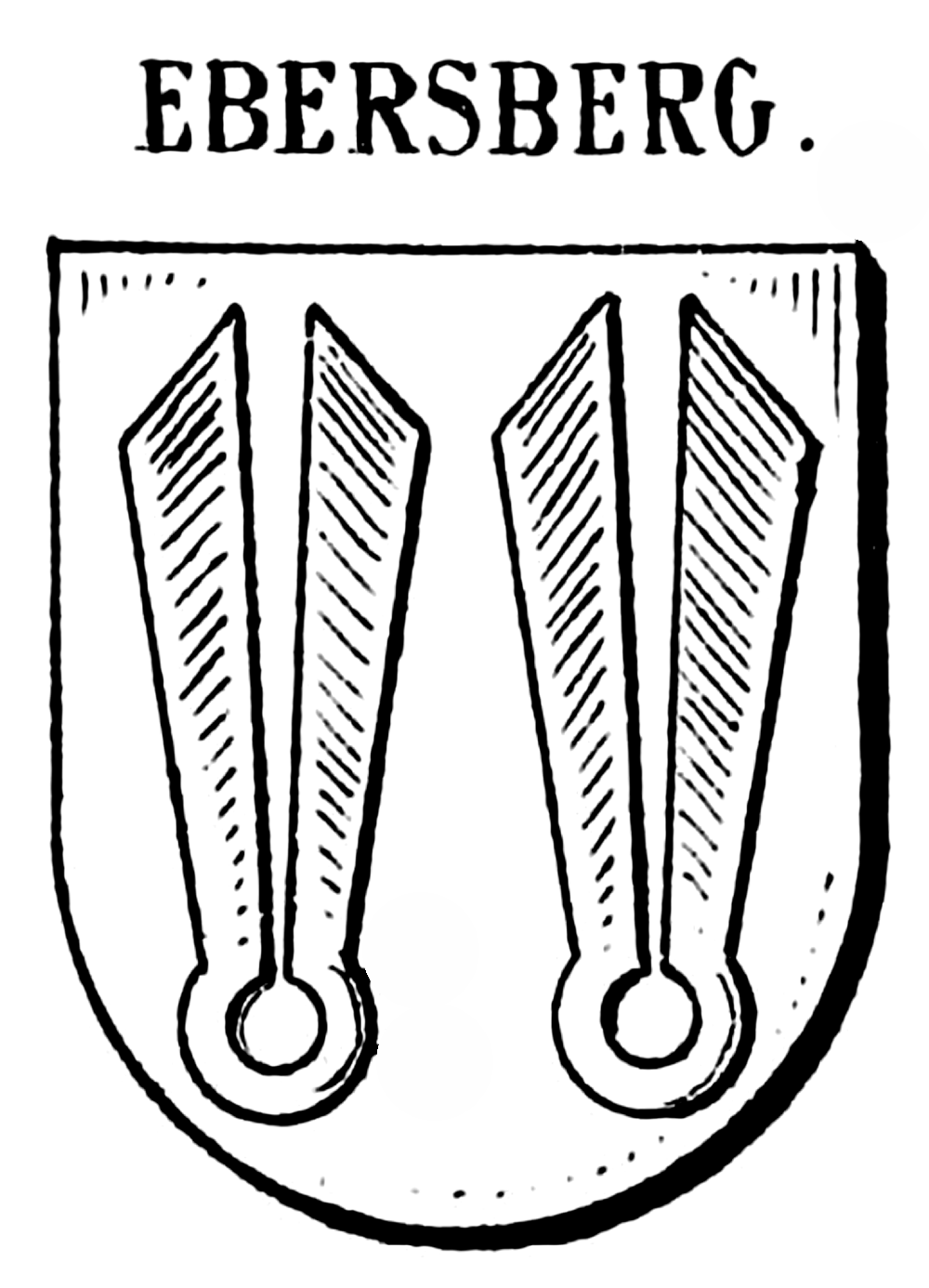
Wappen der Marschall von Ebersberg (1352) in Siebmachers Wappenbuch

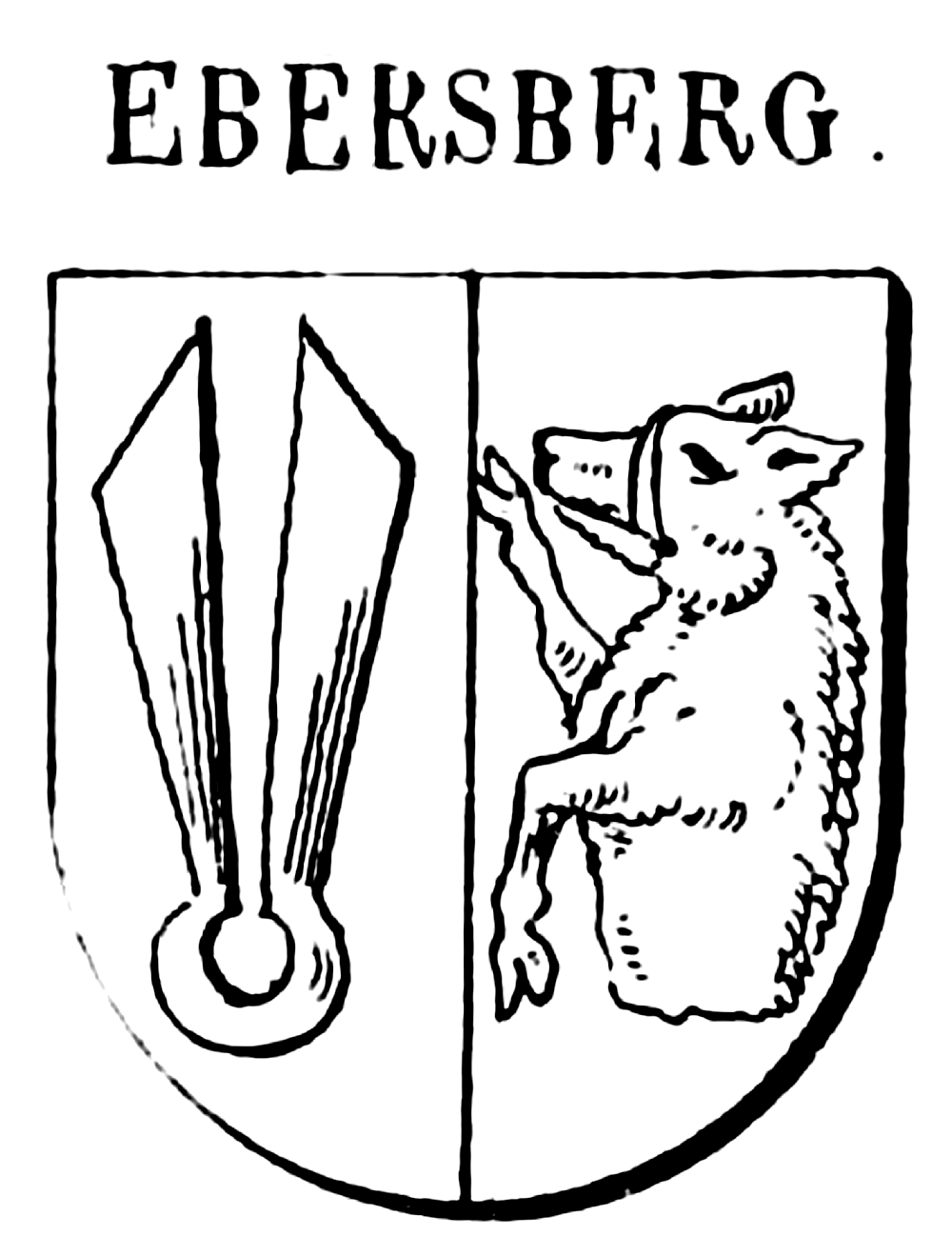
Wappen derer von Ebersberg (1398) in Siebmachers Wappenbuch

Das Rittergeschlecht von Ebersberg ist eine 1240–1562 dokumentierte Familie von der Scherinburg, mit den Marschall von Eckartsberga-Ebersberg nahe verwandte Linie.

## Geschichte

### Burg Ebersberg
Ältere Historiker, wie Georg Fabricius, Petrus Albinus, Paulus Jovius, Johann Hübner oder
Hans Basilius von Gleichenstein berichten über einen vorfränkischen Gau Ebersberg, leider ohne urkundliche Beweise. Albinus fabuliert sogar von einem Jodocus junior, Herrn von Werthern, der als Ritter unter Kaiser Otto I. und II. diente und 983 in Italien von den Sarazenen erschlagen wurde. Dessen erste Frau soll eine Tochter von Hagen, die zweite eine von Ebersberg gewesen sein. Hübner übernahm diese sagenhaften Gestalten der drei Adelsfamilien in seine „Genealogischen Tabellen“, aber Alfred von Werthern verzichtete 1902 in seiner „Geschichte des Geschlechts der Grafen und Freiherren v. Werthern“ auf diese nichtbeurkundete, offenbar erfundene Sage seiner Familie.
Dass es einen frühmittelalterlichen Gau Ebersberg in der damals nahezu unbewohnten bergigen Waldlandschaft gab, ist auch umstritten. Aber dass hier schon vor 1189 eine Burg Ebersberg existierte, mit einem Kastellan, der sich möglicherweise nach der Burg nannte, bezeugt eine Urkunde des Erzbischofs von Mainz, der 1189 das Gebiet dem Landgrafen Ludwig III. Thüringen zu Lehen gab, die dieser nach Umbau seinem engsten Vertrauten, Heinrich II. Marschall von Eckartsberga-Ebersberg, als Burgvogt überließ. So könnte man erklären, wieso mit den „Marschallen von Ebersberg“ ein ebenfalls das Scherenwappen führendes Rittergeschlecht „von Ebersberg“ gleichzeitig auftrat.

### Geschlecht von Ebersberg
1250 musste der Sohn Heinrichs III. Marschall, Erbe der Ebersburg, in die Eckartsburg zurückkehren, weil die Ebersburg anhaltisch wurde. Die von Ebersberg folgten ihm und wurden vom Landgrafen für ihre verlorenen ebersbergischen Besitzungen entschädigt. Diese in der Adelsliteratur nur selten erwähnte, aber im 13.–16. Jahrhundert sehr bekannte, vermögende und einflussreiche Familie erbte auch Sulza, als die Linie Marschall von Sulza-Trebra um 1350 ausstarb. Das mit den Marschall eng verbundene Geschlecht führte auch das Scherenwappen, und zwar in drei Varianten:
- Ritter Hans besaß Sulza und Nieder Trebra und siegelte 1352 mit den Doppelscheren,[1]
- Ritter Gerhard 1398 mit dem „sprechenden Wappen“, vorne eine Schere, hinten ein Keiler,
- Heinrich 1379, Friedrich 1400 und Hermann 1425, vorn eine Schere, und hinten drei Lilien.

Das Wappen mit den drei Lilien führte auch Helwig Marschall von Goldbach und dies verleitete Otto Posse zu der Annahme, dass die von Ebersberg dessen Nachkommen seien. Aber abgesehen davon, dass Helwigs einziger Sohn den Namen seines Vaters erbte, war der erste beurkundete von Ebersberg, Burchard (urk. 1240–1254), mit Helwig gleichaltrig.
Auf Grund der bisher bekannten Urkunden kann nur eine lückenhafte Geschichte derer von Ebersberg zusammengestellt werden. Zur Aufstellung ihrer Stammtafel reichen diese Regesten nicht, weil die Hinweise auf die verwandtschaftlichen Beziehungen fehlen.
Ihre nahe Verwandtschaft und ihre gemeinsamen Aktivitäten mit den Marschallen, wie Bezeugen, Bürgen, Schenken, Geldverleihen, Lehnempfangen, dokumentieren von den insgesamt 24 Regesten mehr als die Hälfte. Ihre Erbfolge war auch rechtzeitig gesichert, als Hermann von Ebersberg noch zu Lebzeiten des Rudolf II., des Ultimus der Marschal von Sulza-Trebra auf Sulza, mitbelehnt wurde. Sie besaßen auch Allodien, wie Osford und Damsla, einige Hufen des Letzteren als mehrmalige Schenkungsobjekte.
Hermann (1251), Heinrich (1266) und Gangolf (1268) von Ebersberg dürften Brüder und/oder Vettern des 1240 und 1254 beurkundeten Burchard gewesen sein. Alle waren Zeugen mit Heinrich und Hermann Marschall von Ebersberg in landgräflichen Urkunden. Hermann II. auf Damsla (1272, 1292) gehörte gewiss zu der folgenden Generation, und Hermann III. (1378), Gerhard (1378, 1398) und Heinrich II. (1379) zu der 3. oder 4. Generation. Sie sind als Zeugen mit Gerhard IV. und Gerhard V. Marschall von Gosserstedt beurkundet.
Friedrich der Ältere († 1416) und Hermann IV. (1420 Zeuge des Landgrafen) von Ebersberg sind die sicheren Vertreter der 4. Generation. Sie und die Marschalle von Gosserstedt waren im 15. Jahrhundert sehr reich, nach Meinung des Genealogen Fritz Fischer durch Kriegsbeute. Sie bürgten für den Landgrafen und liehen ansehnliche Summen den Grafen von Schwarzburg und verschiedenen Städten. Auch Margarethe, die Witwe Friedrichs d. Ä. von Ebersberg, konnte am 13. Januar 1430 der Stadt Jena 500 rheinische Gulden leihen, obwohl ihr einziges Einkommen die Leibgedinge auf Sulza war. Da die Grafen von Schwarzburg das gesamte Darlehen nicht zurückzahlen konnten, überließen sie den Marschallen und den Ebersbergern Güter als Allodien in der Arnstädter Gegend. Die wurden von Rudolf Marschall auf Wülfershausen, Urenkel von Gerhard IV., geerbt. Paulus Jovius berichtet in seinem „Chronicon“ über die Paten der Gräfin Margarethe von Schwarzburg im Jahre 1421: es waren Margarethe von Ebersberg und Gerhard V. Marschall von Gosserstedt.
Am 21. Dezember 1434 bürgten wieder Friedrich der Jüngere von Ebersberg und Dietrich Marschall von Gosserstedt für den Landgrafen und 1439 verkauften Friedrich und Wilhelm, Herzöge von Sachsen, um 500 Mark Silber Schloss und Stadt Orlamünde der Margarethe von Ebersberg, deren Kindern Friedrich und Margarethe sowie dem Gerhard Marschall von Gosserstedt. Nach diesem einzigen Hinweis auf sichere Filiation kommen wieder Einzelnachrichten ohne Angaben der familiären Zusammenhänge:
- 1454: Ritter Friedrich von Ebersberg und seine Schwestern Else und Martha sind Zeugen,
- 1501–1504: Hans und Günther von Ebersberg sind Schüler des Klosters Pforta,
- 1520: Ritter Heinrich von Ebersberg ist Zeuge im Testament von Hans und Anna Tümpling,
- 1549: Christoph von Ebersberg verlangt vom Stadtrat Sulza die Genehmigung für Brauerei,
- 1562: Die Vormunde der verwaisten Kinder des Christoph sind Hans von Denstedt und Moritz Vitzthum von Apolda. Diese ungenannten Kinder waren die letzten Ebersberger.

Das Rittergut Sulza kaufte zuerst die Familie von Denstedt, 1598 die Familie von Tümpling, 1692 Wolf Dietrich von Schleinitz, 1719 Familie von Raschau, 1774 die Familie von Beust. Von 1898 bis zur Enteignung 1945 war das Gut im Besitz der Familie von Gerstenbergk Edler von Zech.

## Persönlichkeiten
- Friedrich d. Ä. von Ebersberg war Rat der Grafen von Schwarzburg-Rudolstadt,
- Friedrich d. J. von Ebersberg war ebenfalls Geheimrat der Grafen von Schwarzburg,
- Christoph von Ebersberg war Brauereibesitzer. Er ersuchte 1549 den Stadtrat Sulza, Bier brauen zu dürfen, so oft er will. Der Rat erteilte die Zustimmung, aber das Bier durfte nicht verkauft werden, „... es sei denn an den Rat, wenn das Bier gut ist.“